# Sunbury-on-Thames
Sunbury-on-Thames (även enbart: Sunbury) är en stad i grevskapet Surrey i sydöstra England. Staden ligger i distriktet Spelthorne på floden Themsens vänstra flodbank, cirka 22,5 kilometer sydväst om centrala London. Tätorten (built-up area) hade 21 476 invånare vid folkräkningen år 2021.
Staden tillhör den delen av Middlesex som blev en del av Surrey år 1965. Sunbury-on-Thames nämndes i Domedagsboken (Domesday Book) år 1086, och kallades då Suneberie.